# Holbănești
Holbănești – wieś w Rumunii, w okręgu Vrancea, w gminie Fitionești. W 2011 roku liczyła 253
mieszkańców